# Boj o život
Boj o život (v anglickém originále Life Support; v původním českém překladu Boj o přežití) je v pořadí třináctá epizoda třetí sezóny seriálu Star Trek: Stanice Deep Space Nine.
Během klíčových jednání s Cardassiany je smrtelně zraněn vedek Bareil Antos.

## Příběh
Bajorskou transportní loď mířící na stanici, která přiváží kai Winn a vedeka Bareila, postihne nehoda a vedek je vážně zraněn. Po přistání na Deep Space Nine se jej ujme doktor Bashir, ten však brzy zjistí, že Bareilův mozek již po působení radiace při nehodě nefunguje. Objeví však neurony, které vysílají impulsy do jeho mozku. Protože se vedek nacházel uprostřed mírových jednání s Cardassiany, které by bez něj zřejmě skončily špatně, Bashir doporučí radikální postup – výměnu poškozené části jeho mozku za pozitronový implantát.
Operace proběhne úspěšně, Bareil ale má stále částečně poškozený mozek a bude žít pouze několik měsíců. To však má stačit, aby byla jednání s Cardassiany dovedena do zdárného konce. Jeho přítelkyně, major Kira, s ním chce mluvit, on ji však sotva poznává. Už se nejedná o muže, do kterého se zamilovala.
Bareil je udržován při životě tak dlouho, že pomůže dokončit kai Winn vyjednávání a smlouvu mezi Bajorem a Cardassií. Jeho stav se postupně zhoršuje a Kira trvá na tom, aby Bashir vyměnil za pozitronový implantát i zbylou část mozku, doktor to ale odmítne s odůvodněním, že by tak odstranil jeho „poslední jiskru života“. Bareil v kómatu umírá a Kira sedí u jeho postele a povídá mu o tom, jak se do něj zamilovala.

## Zajímavosti
- V této epizodě je, dva roky po ukončení okupace Bajoru, podepsána bajorsko-cardassijská smlouva.
- Jednalo se o poslední vystoupení Philipa Anglima coby vedeka Bareila v seriálu. Výjimkou je epizoda šesté řady „Vzkříšení“, kde ztvárnil Bareila ze zrcadlového vesmíru.